# Greg Austin (actor)
Greg Austin és un actor, conegut pel personatge de Charlie Smith a l'spin-off Classe de Doctor Who de la BBC.

## Vida primerenca
Austin va créixer a Bournemouth. Abans que Austin esdevingués actor va començar com a ballarí. Va fer ball modern, ballet, Tap Dance, cosa que el va introduir al teatre musical. Després d'això va estudiar a l'Arts Educational a Londres, on va acabar el seu grau de teatre musical el 2013.

## Carrera
De 2014 a 2016 Austin va protagonitzar com a Gordon Selfridge a Mr Selfridge d'ITV. Va aconseguir aquesta feina fins i tot abans d'acabar el seu grau de teatre. També va aparèixer com a Rufus Barton dins un episodi de Llei & Ordre: Regne Unit.
El 2015 Austin va aparèixer a la pel·lícula curta Into the Surf.
El 2016 Austin va ser triat per la BBC Tres per l'spinoff de Doctor Who anomenat Class. El personatge d'Austin, Charlie Smith és un estranger que cau enamorat amb el seu company de classe Matteusz. Al principi Austin no va sabia que el seu personatge era alienígena. Quan va llegir el guió va assumir que Charlie era una mica inepte socialment i podria tenir una mica d'Asperger. Això també el va ajudar per tenir una manera diferent de mirar les coses i per aconseguir una perspectiva aliena.
El 2017, Greg va protagonitzar un popular anunci de xiclets Wrigley, així com apareixent a la cinquena temporada d'ITV, Endeavour, com Rufus Barton.
El 2018 Austin va reprendre el seu paper de Charlie per a sis jocs d'àudio per Big Finish.
El 2020, ha interpretat un paper protagonista a la sèrie de Jordan Peele Hunters, d'Amazon Prime. Interpreta a Travis Leich, un jove neo nazi.

## Filmografia

### Sèries de televisió
| Any       | Títol                        | Funció                      | Notes                               |
| --------- | ---------------------------- | --------------------------- | ----------------------------------- |
| 2014      | Llei &amp; Ordre: Regne Unit | Rufus Barton                | Funció de convidat (1 episodi)      |
| 2014–2016 | Selfridge                    | Gordon Selfridge            | Repartiment principal (30 episodis) |
| 2016      | Classe                       | Charlie Smith               | Repartiment principal (8 episodis)  |
| 2018      | Endeavour                    | Caixa Hutchens/Rufus Barton | Funció de convidat (2 episodis)     |
| 2018      | Éssers humans                | Roland                      | Funció de convidat (1 episodi)      |
| 2019      | Summer de Rockets            | Anthony Shaw                |                                     |
| 2020      | Hunters                      | Travis Leich                | Repartiment principal (10 episodis) |

### Pel·lícules
| Any  | Títol                | Funció    | Notes            |
| ---- | -------------------- | --------- | ---------------- |
| 2016 | Backing Up           |           | Pel·lícula curta |
| 2015 | Into the Surf        | Sebastian | Pel·lícula curta |
| 2019 | Després de la Guerra | Freddy    |                  |

### Àudio
| Any  | Títol | Funció        | Notes      |
| ---- | ----- | ------------- | ---------- |
| 2018 | Class | Charlie Smith | 8 episodis |